# Ruslan Rotan
Ruslan Rotan (Ucraïnès: Руслан Петрович Ротань) (Poltava, R. S. S. d'Ucraïna, Unió Soviètica, 29 d'octubre de 1981) és un futbolista i entrenador de futbol ucraïnès. Va jugar com a migcampista i és conegut principalment pel seu pas pel F. C. Dniprò de la Lliga Premier d'Ucraïna. Actualment és l'entrenador principal del FC Polissya.

## Trajectòria
Rotan es va formar en les categories inferiors del F. C. Dniprò, debutant en el primer equip en la temporada 1999-2000. Posteriorment, el 2005, va ser contractat pel F. C. Dinamo de Kíev, però durant l'aturada hivernal de la temporada 2007-08 va tornar al F. C. Dniprò, signant un contracte de tres temporades.

## Internacional
Ha estat internacional amb la Selecció de futbol d'Ucraïna, amb la qual va debutar el 2003.

### Participacions en Copes del Món
| Mundial                        | Seu      | Resultat    |
| ------------------------------ | -------- | ----------- |
| Copa Mundial de Futbol de 2006 | Alemanya | 4° de final |

## Clubs
| Club                 | País    | Període   | Lliga PJ (G) |
| -------------------- | ------- | --------- | ------------ |
| F. C. Dniprò         | Ucraïna | 1999-2005 | 105 (11)     |
| F. C. Dinamo de Kíev | Ucraïna | 2005-2008 | 27 (4)       |
| F. C. Dniprò         | Ucraïna | 2008-     | 16 (2)       |

## Palmarès

### Campionats nacionals
| Títol     | Club                 | País    | Any  |
| --------- | -------------------- | ------- | ---- |
| Copa      | F. C. Dinamo de Kíev | Ucraïna | 2006 |
| Supercopa | F. C. Dinamo de Kíev | Ucraïna | 2006 |
| Lliga     | F. C. Dinamo de Kíev | Ucraïna | 2007 |
| Copa      | F. C. Dinamo de Kíev | Ucraïna | 2007 |
| Supercopa | F. C. Dinamo de Kíev | Ucraïna | 2007 |